# Hypsopygia
Hypsopygia is een geslacht van vlinders uit de familie van de snuitmotten (Pyralidae) en de onderfamilie Pyralinae.

## Soorten
- H. almanalis (Rebel, 1917)
- H. alluaudalis Leraut, 2006
- H. ambrensis Leraut, 2006
- H. audeoudi (de Joannis, 1927)
- H. bamakoensis Leraut, 2006
- H. boudinoti Leraut, 2006
- H. caesalis (Zeller, 1852)
- H. camerounalis Leraut, 2006
- H. castaneorufa Hampson, 1917
- H. cineralis de Joannis, 1927
- H. costaeguttalis Caradja, 1933
- H. costalis Fabricius, 1775 - triangelmot
- H. ecbrunnealis Hampson, 1917
- H. ecrhodalis Hampson, 1917
- H. flavirufalis Hamson, 1917
- H. fulvocilialis (Duponchel, 1834)
- H. glaucinalis (Linnaeus, 1758) - tweelijnmot
- H. griseobrunnea Hampson, 1917
- H. griveaudalis Leraut, 2006
- H. haemographa (Meyrick, 1934)
- H. helenensis (Wollaston, 1879)
- H. incarnatalis (Zeller, 1847)
- H. joannisalis Leraut, 2006
- H. kawabei Yamanaka, 1965
- H. lacteocilia Hampson, 1917
- H. mabokealis Leraut, 2006
- H. maesalis Leraut, 2006
- H. mauritialis (Boisduval, 1833)
- H. meridocrossa (Meyrick, 1934)
- H. moramangalis Marion & Viette, 1956
- H. nosibealis Leraut, 2006
- H. olapalis (Viette, 1978)
- H. pererythra Hampson, 1917
- H. perpulverea Hampson, 1817
- H. perrubralis Hampson, 1917
- H. polycyclophora Hampson, 1916
- H. postflava Hampson, 1893
- H. regina Butler, 1879
- H. roseotincta Hampson, 1917
- H. rubidalis (Denis & Schiffermüller, 1775)
- H. sanguinalis Warren, 1897
- H. superba Caradja, 1934
- H. syriaca Zerny, 1914
- H. thyelodes (Meyrick, 1934)